# Martin Rechsteiner
Martin Rechsteiner (* 15. Februar 1989 in Altstätten, Schweiz) ist ein Liechtensteiner Fussballspieler.

## Karriere
Rechsteiner begann seine Karriere in der Jugend des FC Altstätten. Ausserdem spielte er unter anderem beim USV Eschen-Mauren, FC Balzers und beim Team Liechtenstein U-16 bis U-19. Martin Rechsteiner kam beim FC Vaduz von 2009 bis 2012 zu 58 Challenge-League-Einsätzen. Dazu wurde er mit dem FC Vaduz 2010 Liechtenstein-Cup Sieger (gewann 5:4 beim Elfmeterschiessen gegen seinen früheren Club USV Eschen/Mauren). Bei seinem U-21 Debüt gegen Spanien machte er ein souveränes Spiel und spielte ein Unentschieden von 0:0. Dazu kam er noch bei 19 Nationalmannschaftsspielen zum Einsatz. Anfang Mai 2012 gab der Spieler im Alter von 23 Jahren sein Karriereende bekannt, da er sich einer neuen beruflichen Herausforderung stellen wollte.
Zur Rückrunde der Saison 2012/2013, schnürte Rechsteiner seine Schuhe wieder für den FC Balzers. Von Januar bis Dezember 2013 spielte er wieder, bevor er erneut pausierte. Diese Pause fand ihr Ende wiederum im Sommer 2015. Wo er seit dem 1. Juli 2015 wieder für den FC Balzers aufläuft.
Am 5. September 2015 kam er bei der 0:2-Niederlage gegen Montenegro, nach über 3 Jahren wieder zu einem Einsatz in der Nationalmannschaft.